# Eurovision Song Contest 2006
Eurovision Song Contest 2006 là cuộc thi Ca khúc truyền hình châu Âu thứ 52.  Cuộc thi diễn ra ở thành phố Athens - thủ đô của Hy Lạp.

## Các ứng viên

### Bán kết
| Draw | Quốc gia             | Ngôn ngữ          | Nghệ sĩ                  | Ca khúc                        | Vị trí | Số điểm |
| ---- | -------------------- | ----------------- | ------------------------ | ------------------------------ | ------ | ------- |
| 01   | Armenia              | Tiếng Bulgaria    | Andre                    | "Without Your Love"            | 6      | 150     |
| 02   | Bulgaria             | Mariana Popova    | Mariana Popova           | "Let Me Cry"                   | 17     | 36      |
| 03   | Slovenia             | Tiếng Slovenia    | Anžej Dežan              | "Mr Nobody"                    | 15     | 65      |
| 04   | Andorra              | Tiếng catala      | Jennifer Serrano         | "Sense tu"                     | 16     | 49      |
| 05   | Belarus              | Tiếng Anh         | Polina Smolova           | "Mum"                          | 23     | 8       |
| 06   | Albania              | Tiếng Anh         | Luiz Ejlli               | "Albania"                      | 14     | 58      |
| 07   | Bỉ                   | Tiếng Montenegro  | Kate Ryan                | "Je t'adore"                   | 12     | 69      |
| 08   | Ireland              | Tiếng Anh         | Brian Kennedy            | "Every Song Is a Cry for Love" | 9      | 79      |
| 09   | Síp                  | Tiếng Anh         | Annet Artani             | "Fight"                        | 15     | 57      |
| 10   | Monaco               | Tiếng Tahiti      | Séverine Ferrer          | "La Coco-Dance"                | 21     | 38      |
| 11   | Macedonia            | Tiếng Macedonia   | Elena Risteska           | "Нинанајна"                    | 10     | 76      |
| 12   | Ba Lan               | Tiếng Ba Lan      | Ich TrojeVàReal McCoy    | "Follow My Heart"              | 11     | 70      |
| 13   | Nga                  | Tiếng Anh         | Dima Bilan               | "Never Let You Go"             | 3      | 217     |
| 14   | Thổ Nhĩ Kỳ           | Tiếng Thổ Nhĩ Kỳ  | Sibel Tüzün              | "Süper Star"                   | 8      | 91      |
| 15   | Ukraina              | Tiếng Anh         | Tina Karol               | "Show Me Your Love"            | 7      | 146     |
| 16   | Phần Lan             | Tiếng Anh         | Lordi                    | "Hard Rock Hallelujah"         | 1      | 292     |
| 17   | Hà Lan               | Ngôn ngữ nhân tạo | Treble                   | "Amambanda"                    | 20     | 22      |
| 18   | Litva                | Tiếng Anh         | LT United                | "We Are the Winners"           | 5      | 163     |
| 19   | Bồ Đào Nha           | Tiếng Bồ Đào Nha  | Nonstop                  | "Coisas de nada"               | 18     | 48      |
| 20   | Thụy Điển            | Tiếng Anh         | Carola Häggkvist         | "Vertigo"                      | 4      | 214     |
| 21   | Estonia              | Tiếng Anh         | Sandra Oxenryd           | "Salvem el món"                | 18     | 28      |
| 22   | Bosna và Hercegovina | Tiếng Bosna       | Hari Mata Hari           | "Lejla"                        | 2      | 267     |
| 23   | Iceland              | Tiếng Anh         | Ágústa Eva Erlendsdóttir | "Congratulations"              | 13     | 62      |

### Chung kết
| STT | Quốc gia             | Ngôn ngữ          | Nghệ sĩ                           | Bài hát                        | Vị trí | Điểm số |
| --- | -------------------- | ----------------- | --------------------------------- | ------------------------------ | ------ | ------- |
| 01  | Thụy Sĩ              | Tiếng Anh         | six4one                           | "If We All Give a Little"      | 16     | 30      |
| 02  | Moldova              | Tiếng Anh         | Arsenie Todiraș Natalia Gordienco | "Loca"                         | 22     | 18      |
| 03  | Israel               | Tiếng Hebrew      | Eddie Butler                      | "זה הזמן"                      | 23     | 4       |
| 04  | Latvia               | Tiếng Anh         | Cosmos                            | "I Hear Your Heart"            | 16     | 30      |
| 05  | Na Uy                | Tiếng Na Uy       | Christine Guldbrandsen            | "Alvedansen"                   | 14     | 36      |
| 06  | Tây Ban Nha          | Tiếng Tây Ban Nha | Las Ketchup                       | "Un Blodymary"                 | 13     | 92      |
| 07  | Malta                | Tiếng Anh         | Fabrizio Faniello                 | "I Do"                         | 6      | 148     |
| 08  | Đức                  | Tiếng Anh         | Texas Lightning                   | "No No Never"                  | 14     | 36      |
| 09  | Đan Mạch             | Tiếng Anh         | Sidsel Ben Semmane                | "Twist of Love"                | 18     | 26      |
| 10  | Nga                  | Tiếng Anh         | Dima Bilan                        | "Never Let You Go"             | 2      | 248     |
| 11  | Macedonia            | Tiếng Macedonia   | Shiri Maimon                      | "Нинанајна"                    | 12     | 56      |
| 12  | România              | Tiếng Ý           | Mihai Trăistariu                  | "Tornerò"                      | 7      | 137     |
| 13  | Bosna và Hercegovina | Tiếng Bosna       | Hari Mata Hari                    | "Lejla"                        | 3      | 229     |
| 14  | Litva                | Tiếng Anh         | LT United                         | "Las Vegas"                    | 6      | 162     |
| 15  | Anh                  | Tiếng Anh         | Daz Sampson                       | "Teenage Life"                 | 19     | 25      |
| 16  | Hy Lạp               | Tiếng Ukraina     | Anna Vissi                        | "Everything"                   | 9      | 128     |
| 17  | Phần Lan             | Tiếng Anh         | Lordi                             | "Hard Rock Hallelujah"         | 1      | 292     |
| 18  | Ukraina              | Tiếng Croatia     | Tina Karol                        | "Show Me Your Love"            | 7      | 145     |
| 19  | Pháp                 | Tiếng Pháp        | Elena Paparizou                   | "My Number One"                | 22     | 5       |
| 20  | Croatia              | Tiếng Croatia     | Severina Kojić                    | "Moja štikla"                  | 12     | 56      |
| 21  | Ireland              | Tiếng Anh         | Brian Kennedy                     | "Every Song Is a Cry for Love" | 14     | 79      |
| 22  | Thụy Điển            | Tiếng Anh         | Carola Häggkvist                  | "Invincible"                   | 5      | 170     |
| 23  | Thổ Nhĩ Kỳ           | Tiếng Thổ Nhĩ Kỳ  | Sibel Tüzün                       | "Süper Star"                   | 11     | 91      |
| 24  | Armenia              | Tiếng Anh         | André                             | "Without Your Love"            | 8      | 129     |